# جای خدا (ترانه)
جای خدا (انگلیسی: Play God) نام ترانه‌ای با تم سیاسی از خواننده و ترانه‌سرای بریتانیایی سم فندر است که در ۳۰ مارس ۲۰۱۷ منتشر شد و موزیک ویدئوی آن در ۲۳ ژانویه ۲۰۱۹ منتشر گردید. این ترانه بیش از ۴۰۰٬۰۰۰ بار در بریتانیا فروش رفته‌است. 